# Joe Coleman (beisbolista)
Joseph Howard Coleman (Boston, Massachusetts; 3 de febrero de 1947-Jamestown, Tennessee; 9 de julio de 2025) fue un lanzador estadounidense de las Ligas Mayores de Béisbol (Major League Baseball o MLB) que jugó desde 1965 hasta 1979 para los Washington Senators (1965–1970), Detroit Tigers (1971–1976), Chicago Cubs (1976), Oakland Athletics (1977–1978), Toronto Blue Jays (1978), San Francisco Giants (1979) y Pittsburgh Pirates (1979).
Coleman promedió más de 20 victorias por temporada de 1971 a 1973. Registró 236 ponches en 1971, el tercero mejor en la Liga Americana, y fue seleccionado para el equipo All-Star de la Liga Americana en 1972 y registró 23 victorias en 1973, la segunda mayor cantidad en la Liga Americana.
Coleman es hijo del ex-lanzador de la MLB Joe Coleman (Joseph Patrick Coleman), y es el padre del lanzador de la MLB Casey Coleman.